# Adeliza de Louvain
Adeliza de Louvain, cunoscută uneori în Anglia ca Adelicia de Louvain, numită, de asemenea, Adela sau Aleidis; (c. 1103 – 23 aprilie 1151) a fost regină consort a Angliei din 1121 până în 1135, ca a doua soție a regelui Henric I al Angliei. A fost fiica lui Godfrey I, Conte de Louvain.

## Biografie
Adeliza de Louvain s-a născut în 1103 în Louvain, astăzi în Belgia. Adeliza a fost fiica lui Godfrey I, Duce de Brabant (1095-1139), Conte de Louvain și de Bruxelles, și a primei lui soții, Ida de Namur. Adeliza a fost renumită pentru frumusețea ei, refelectată în epitetul ‘frumoasa fecioară din Brabant’. De asemenea, cronicarul Henric de Huntingdon a menționat frumusețea Adelizei într-un interludiu în lucrarea sa Historia Anglorum declarând "O bijuterie pălește pe lângă tine, o coroană nu strălucește. Lasă deoparte podoabele căci natura însăși te-a împodobit...". 
După decesul mamei Adelizei, Godfrey s-a căsătorit cu Clemenția de Burgundia, mama lui Balduin al VII-lea, Conte de Flandra care a luptat cu francezi împotriva normanzilor în 1118. Fratele Adelizei, Joscelin de Louvain, s-a căsătorit cu moștenitoarea averii Percy. Adesea a fost denumit ca fiind oportunist.

### Regină a Angliei
Planul privind căsătoria dintre Adeliza și Henric I al Angliei, e posibil să fi început atunci când ea avea 16 ani, chiar înainte ca singurul fiu legitim al lui Henric, William Adelin, să fi murit la 25 noiembrie 1120 în dezastrul Navei Albe. 
Necesitatea regelui de a avea un nou moștenitor de sex masculin a accelerat planurile de căsătorie și cuplul s-a căsătorit la 24 ianuarie 1121. Se pare că, în plus față de frumusețea ei, Henric a fost atras de Adeliza ca soție pentru că ea era o descendentă a lui Carol cel Mare. Se crede că singurul copil legitim al regelui Henric care a supraviețuit, împărăteasa Matilda, de la prima sa soție, Matilda a Scoției, ar fi fost implicat în organizarea celei de-a doua căsătorii datorită faptului că ea a fost cu tatăl ei în preajma momentului când aveau loc negocierile.
Se pare că Adelize ar fi călătorit mult cu Henric, probabil pentru a crește șansele de a concepe un moștenitor. În ciuda contactului apropiat, Adelize și Henric nu au avut nici un copil. Spre deosebire de prima soție a lui Henric, se pare că Adeliza a jucat un rol foarte pasiv în administrarea regatului. În timp ce Matilda a emis 31 de documente și înscrisuri în timpul domniei ei, în cei cincisprezece ani de căsătorie ai Adelizei cu Henric I, ea a emis doar 13 documente, și chiar și acestea au fost aproape toate semnate împreună cu Henric.
În ciuda implicării ei limitate în politică, se pare că Adelize a jucat un rol activ ca patroană a artelor și literaturii, și a influențat stimularea creșterii poeziei franceze la curtea engleză. În timp ce alte regine ale Angliei au fost asociate în mod tradițional cu patronajul artistic, și un număr din acestea, inclusiv Edith de Wessex, Emma de Normandia și Matilda, au finanțat o serie de lucrări din diferite medii, Adelize a sponsorizat în special cărți scrise în limba franceză.
Când Henric a murit la 1 decembrie 1135, Adeliza s-a retras temporar la mănăstirea benedictină Wilton în apropiere de Salisbury. A fost prezentă la prima comemorare a decesului soțului ei și a fondat un spital pentru leproși.
În 1138, la trei ani după decesul lui Henric I, Adeliza s-a căsătorit cu William d'Aubigny, Conte de Arundel, unul dintre sfătuitorii lui Henric I. Au locuit la caastelul ei de la Arundel și au avut șapte copii. Numele lor (în ordinea nașterii): Alice, William, Olivia, Reynor, Geoffrey, Henry și Agatha.